# 강서중학교 (강원)
강서중학교(江西中學校)는 대한민국 강원특별자치도 춘천시 서면 금산리에 있는 공립 중학교이다.

## 학교 연혁
- 1969년 10월 14일 : 강서중학교 설립인가
- 1970년 3월 3일 : 초대 최승희 교장 취임
- 1970년 3월 12일 : 제1회 입학식
- 2022년 12월 30일 : 제51회 졸업식(7명, 누계 2,926명)
- 2023년 9월 1일 : 제22대 박근영 교장 부임

## 참고 자료
- 강서중학교 - 한국교육학술정보원 학교알리미